# 2017 في المغرب
فيما يلي قوائم الأحداث التي وقعت خلال عام 2017 في المغرب.

## الأحداث
- 1 يناير: عودة المغرب إلى الاتحاد الأفريقي بعد غياب امتد أكثر من 30 عاما، وذلك خلال الدورة 28 للقمة الأفريقية بأديس أبابا، ليضع حدا لسياسة «الكرسي الفارغ» التي كان ينهجها احتجاجا على عضوية جبهة البوليساريو.
- ملك المغرب يعفي عبد الإله ابن كيران من تشكيل الحكومة. وتعيين سعد الدين العثماني رئيسا للحكومة.
- 29 مايو: اعتقال ناصر الزفزافي أبرز قادة حراك الريف شمال المغرب.
- 25 يوليو: المغرب يسمح بإطلاق البنوك الإسلامية وافق المغرب على إنشاء بنوك إسلامية وذلك بعد أن صادق المجلس العلمي الأعلى على «العقود الخاصة بفتح الحسابات المصرفية وعقود عمليات المرابحة في البنوك التشاركية».
- 20 يوليوز 2017، تم اعتقال الصحافي حميد المهداوي في الشارع العام في مدينة الحسيمة. وفي الأسبوع الموالي تم الحكم عليه بثلاثة أشهر سجنا نافذا وغرامة قدرها 20.000 درهم.
- 3 أكتوبر: أعلن المغرب حجز أكبر كمية من الكوكايين في تاريخ البلاد، وتوقيف 10 أشخاص والتحقيق معهم بتهمة تكوين شبكة للاتجار الدولي بالمخدرات.
- 24 أكتوبر: الزلزال السياسي وإعفاء وزراء ومسؤولين من مهامهم بسبب تقرير أعده الرئيس الأول للمجلس الأعلى للحسابات، إدريس جطو، كشف خلاله عن أسباب تعثر مشروع "الحسيمة منارة المتوسط"، والذي كان من تداعياته اندلاع "حراك الريف"، أقدم العاهل المغربي على إعفاء 4 وزراء من الحكومة، وأبلغ عددا من الوزراء السابقين بعدم رضاه عنهم وحرمانهم من أي مسؤولية مستقبلا، كما أعفى عددا من المسؤولين ورجال السلطة من مهامهم.
- أكتوبر: ثورة العطش أخرج العطش سكان مدينة زاكورة (جنوب شرق المغرب) للاحتجاج، بعد سنوات من معاناتهم من نقص المياه، محملين كلا من المكتب الوطني للكهرباء والماء الصالح للشرب ووزارة الفلاحة المسؤولية المباشرة في الأزمة، وطالبوا السلطات الإقليمية بالتدخل.[1]
- 9 نوفمبر: مقتل 19 امرأة في حادث تدافع أثناء توزيع مساعدات وزعها أحد المحسنين في جماعة سيدي بولعلام (تابعة لإقليم الصويرة) (وسط المغرب)«شهيدات الطحين»، ما خلف استياء وغضب عارما لدى عموم المغاربة.
- ديسمبر: وقع المغرب 26 اتفاقية في مجال صناعة السيارات بتكلفة 1.23 مليار يورو تعادل نحو 1.45 مليار دولار ستمكنه من صناعة أجزاء السيارات وتصديرها انطلاقا من المغرب. ووقعت الإتفاقيات أمام العاهل المغربي في القصر الملكي في الدار البيضاء بحضور أعضاء الحكومة وممثلي الشركات الموقعة على الاتفاقيات وعدد من المسؤولين في القطاع.
- 23 ديسمبر: احتجاجات جرادة أثار مقتل شقيقين بمدينة جرادة (شرق المغرب) بسبب انهيار بئر للفحم الحجري عليهما، غضبا واسعا لدى سكان المدينة وكذا باقي مناطق المغرب، وخرجوا في مسيرات ووقفات حاشدة تطالب برفع التهميش عن المنطقة. (شهداء «الخبز الأسود»).

## سياسة
- انظر> حكومة المغرب 2017

### تعيين في المنصب
- انظر> حكومة المغرب 2017
- 5 أبريل – سعد الدين العثماني رئيس حكومة المغرب.
- 5 أبريل – محمد أوجار وزير العدل ‏.
- 25 يونيو – فاضل بن يعيش سفير المغرب لدى رومانيا.

### انتهاء فترة المنصب
- 15 مارس – عبد الإله ابن كيران رئيس حكومة المغرب.
- 25 يونيو – عمر زنيبر سفير المغرب لدى ألمانيا.

## التاريخ والأثار
شهر يونيو 2017 : اكتشاف بقايا أقدم إنسان في العالم، حيث أعلنت وزارة الثقافة المغربية، أن فريقا علميا مغربيا ألمانيا اكتشف ما قالت إنها «بقايا أقدم إنسان لصنف الإنسان العاقل»، في موقع جبل إيغود بمحافظة اليوسفية وسط المملكة. وأضافت الوزارة أن الفريق الدولي تمكن من اكتشاف بقايا عظام إنسان ينتمي إلى فصيلة الإنسان العاقل البدائي، وبقايا غزال، وأدوات حجرية مصنوعة من حجر الصوان، الذي تم استقدامه إلى الموقع، وذلك في جبل إيغود. وأوضحت أنه حدد تاريخ هذه البقايا والأدوات بحوالي 300 ألف سنة قبل الآن، وذلك بواسطة التقنية الإشعاعية لتحديد العمر.

## التكنولوجيا
- نوفمبر 2017: كما عرفت سنة 2017 إطلاق المغرب أول قمر صناعي في تاريخه لأغراض عسكرية،(محمد السادس أ (قمر صناعي)) من قاعدة «غويانا» الفرنسية وسيكون من مهامه الرئيسية التجسس على الدول المجاورة، ورصد التنظيمات الإرهابية.وهذا الامر أغضب جيرانه الجزائر وإسبانيا.

## رياضة
- المغرب يهزم كوت ديفوار في التصفيات ويتأهل لكأس العالم 2018 في روسيا.
- الوداد البيضاوي يفوز على النادي الأهلي المصري ويتوج بـدوري أبطال أفريقيا 2017.

- 16 أبريل – طواف المغرب 2017 الفائزون أنس آيت العبدية، Ahmed Galdoune [الإنجليزية]‏، فريق المغرب لركوب الدراجات 2017، Josip Rumac [الإنجليزية]‏، صلاح الدين مرواني، كريستوفر جونز (دراج)، Axel Journiaux [الإنجليزية]‏.

## كتب
- رواية: «رجال العتمة»، للكاتبة: حليمة الإسماعيلي.[3]

## أفلام
من الأفلام التي صدرت هذه السنة في المغرب:
- 1 يناير – رازيا من إخراج نبيل عيوش.
- 1 يناير – ملكة الصحراء من إخراج فرنر هرتزوغ.
- 12 فبراير – ضربة في الراس من إخراج هشام العسري.
- وليلي (فيلم) - من إخراج: فوزي بنسعيدي.
- نوح لا يعرف العوم - من إخراج: رشيد الوالي.
- لحنش (فيلم) - من إخراج: إدريس لمريني.
- علي يا علي (فيلم) - من إخراج: عبد الحي العراقي.
- بورن آوت - من إخراج: نور الدين لخماري.
- العاطي الله (فيلم) - من إخراج: سامية أقريو.
- الحاجات (فيلم) - من إخراج: محمد أشاور.

## جـوائز

### جائزة المغرب للكتاب2017
- صنف الشعر: نبيل منصر عن ديوانه: «أغنية طائر التم».
- صنف السرد والمحكيات:عبد الكريم جويطي عن روايته:«المغاربة».
- صنف العلوم الإنسانية:عبد العزيز الطاهري عن كتابه: «الذاكرة والتاريخ»،
- ويحيى بولحية فاز بجائزة عن كتابه:«البعثات التعليمية في اليابان والمغرب».
- صنف العلوم الاجتماعية:عبد الرحيم العطري عن كتابه: «سوسيولوجيا السلطة السياسية».
- صنف الدارسات الأدبية واللغوية والفنية: محمد خطابي عن كتابه: «المصطلح والمفهوم والمعجم المختص»،
- صنف الترجمة: محمد حاتمي ومحمد جادور عن ترجمتهما لكتاب "الأصول الاجتماعية والثقافية للوطنية المغربية (Les origines sociales et culturelles du nationalisme marocain)، لعبد الله العروي، الصادرة عن المركز الثقافي للكتاب.

## وفيات

### يناير
- 18 يناير – حمزة بن العباس بودشيش (مواليد 1922)

### فبراير
- 17 فبراير – محمد بوستة (مواليد 1925) سياسي مغربي.
- 25 فبراير – محمد حسن الجندي (مواليد 1939) مؤلف إذاعي ومسرحي وتلفزي، ومخرج وممثل مغربي.

### مارس
- 24 مارس – جمال الدين الدخيسي (مواليد 24 مارس 1951) ممثل ومخرج مسرحي مغربي.

### يوليوز
- 7 يوليو - عبد السلام البقيوي، النقيب السابق لهيئات المحامين بالمغرب.
- 20 يوليو – عبد الكبير الشداتي، ممثل مغربي.
- 27 يوليو – عبد المجيد الظلمي (مواليد 1953) لاعب كرة قدم مغربي.

### أغسطس
- 4 أغسطس – محمد شقور (مواليد 1937) كاتب وصحافي مغربي.
- 14 أغسطس – عبد الكريم غلاب (مواليد 1919) سياسي مغربي.
- 19 أغسطس – عبد الكبير العلوي (مواليد 1942) (وزير الأوقاف والشؤون الإسلامية الأسبق).
- 19 أغسطس – خالد مشبال (83 سنة) إعلامي مغربي.
- 23 أغسطس – محمد زحل (مواليد 1943) عالم وداعية مغربي.

### نوفمبر
- 5 نوفمبر – نور الدين كرم إعلامي مغربي.
- 16 نوفمبر - عبد الله شقرون كاتب ومسرحي وإعلامي مغربي (91 سنة).